# قوس الرخام

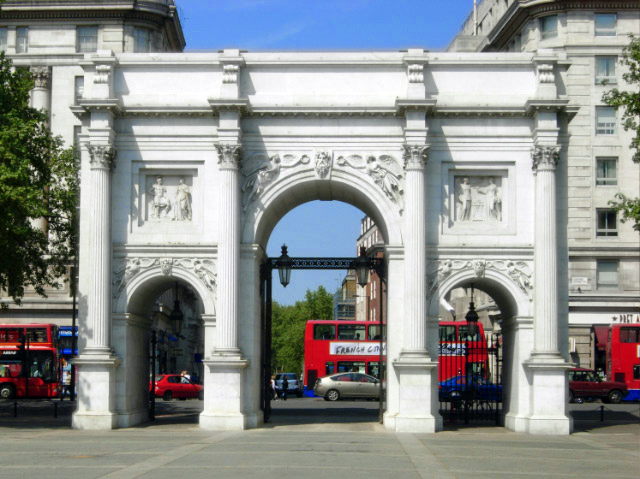
قوس الرخام.

قوس الرخام أو ماربل آرچ (ارتش) هو قوس نصر مبنى من الرخام الأبيض يقع عند تقاطع أكسفورد ستريت وإدجوير رود وبارك لين في لندن.
يقع ركن الخطباء أو ما يسمى بـ «الاسبيكر كورنر» في زاوية الهايد بارك الأقرب لقوس الرخام.

## معرض صور

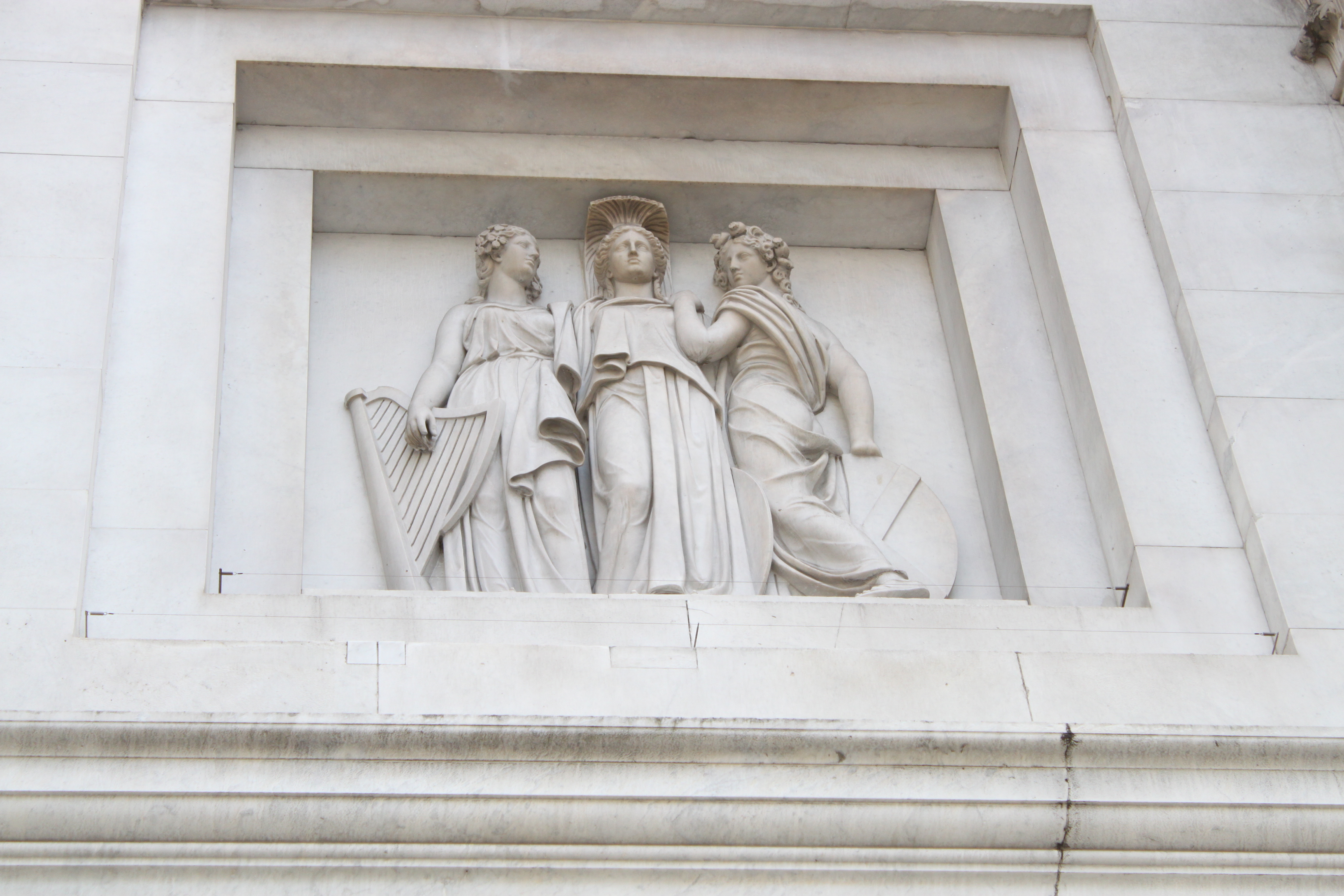
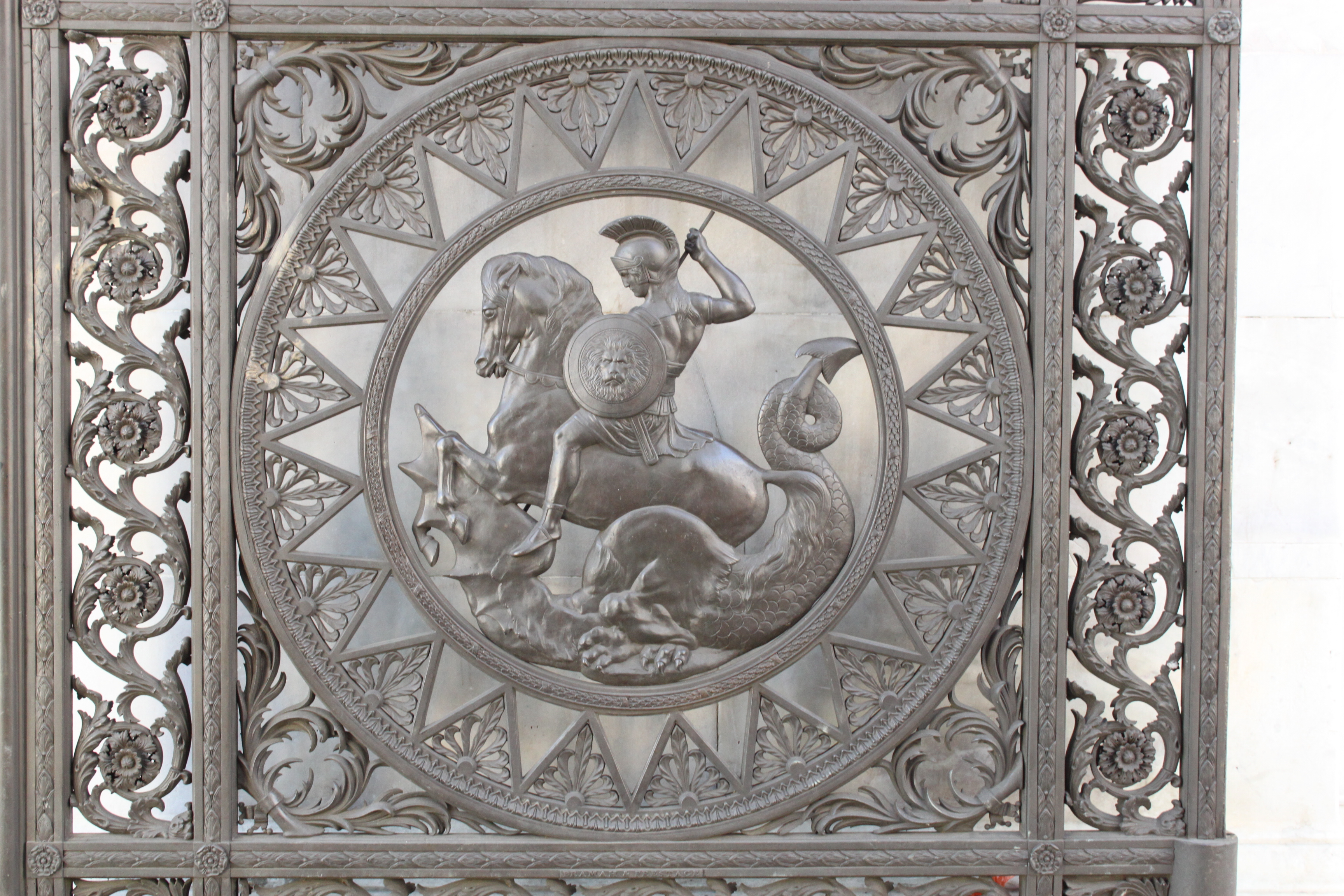
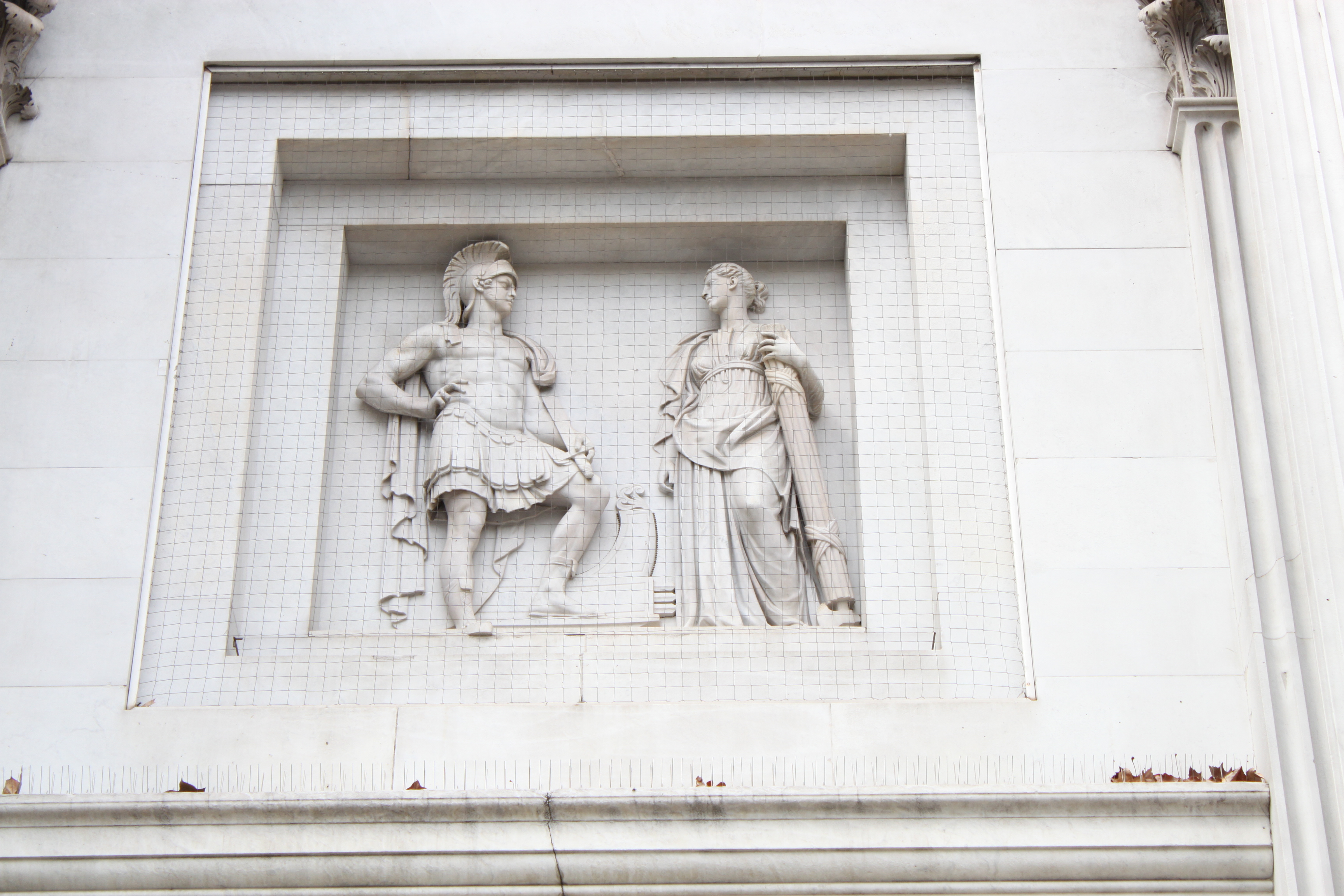
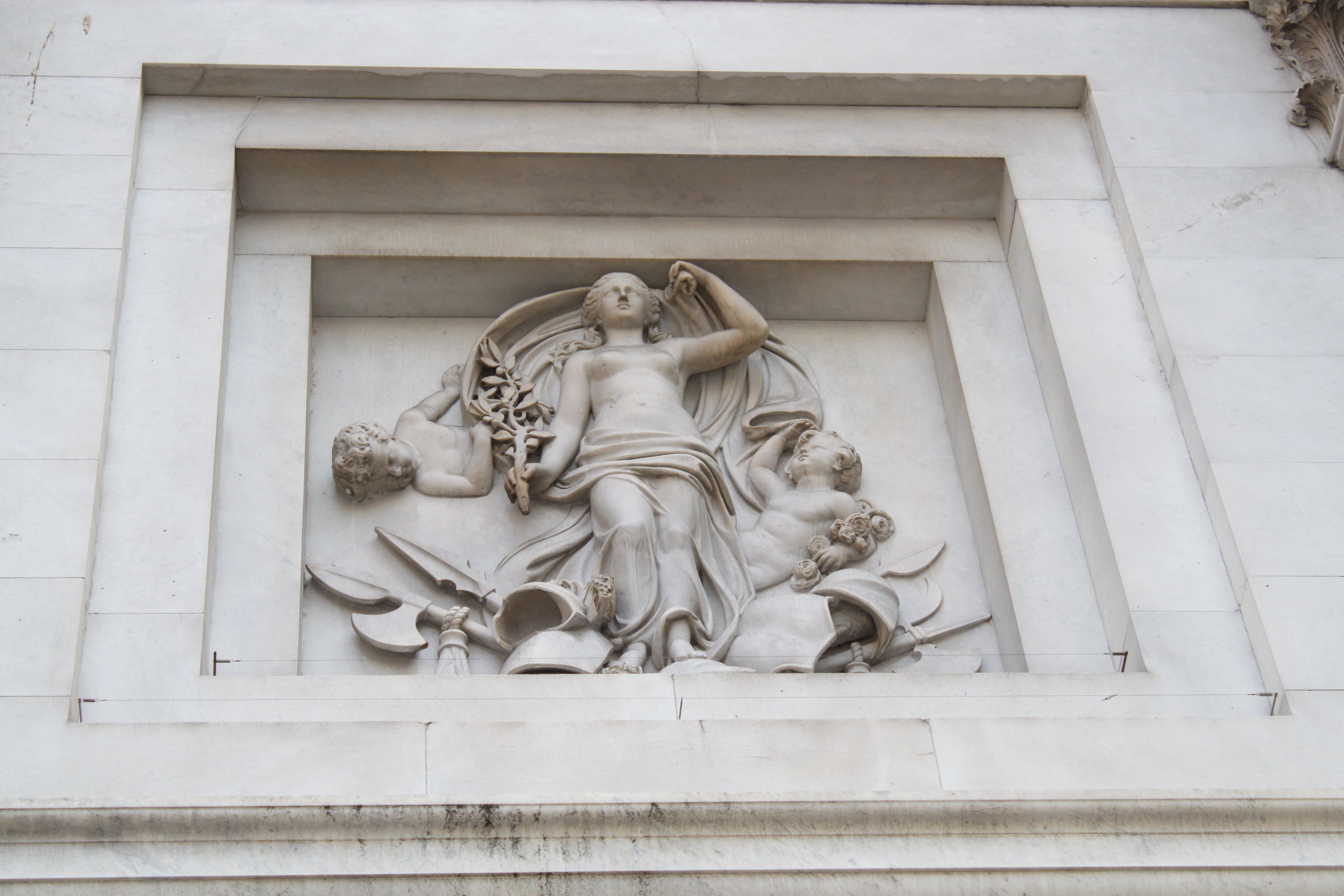